# Ta’Lon Cooper
 Ta’Lon Cooper  (ur. 26 listopada 1999 w Spartanburgu) – amerykański koszykarz, grający na pozycji rozgrywającego, od 30 sierpnia zawodnik PGE Spójni Stargard.
Ta’Lon Cooper pochodzący z Detroit w 2024 ukończył w Columbii, Karolinie Południowej University of South Carolina. Amerykański koszykarz ma 193 cm wzrostu, 24 lata i jest rozgrywającym, grał również na uczelni na pozycji rzucającego obrońcy. Występował w NCAA, gdzie wystąpił w 160 meczach (117 w pierwszej piątce). Statystycznie grał średnio przez 31,5 minuty, zdobywał 8,84 punktu, 3,58 zbiórki i 4,67 asysty, trafiał 39,3% rzutów za trzy punkty i 67% rzutów wolnych. Karierę rozpoczął w Morehead State Eagles, gdzie na uczelni grał przez trzy pierwsze lata. Następnie przez rok rozgrywał mecze dla Minnesoty Golden Gophers. W sezonie 2023/2024 występował dla South Carolina Gamecocks i z tą drużyną wygrał Konferencję Południowo-Wschodnią kwalifikując się do turnieju finałowego NCAA. Drużyna akademicka South Carolina Gamecocks zakończyła rywalizację po porażce w pierwszej rundzie z Oregonem (73:87), a Ta’Lon Cooper zdobył w tym meczu 15 punktów, rozdał siedem asyst. Finalnie w całym sezonie 2023/2024 grał średnio przez prawie 34 minuty, zdobył 9,88 punktu i trafił 45,9% "trójek", 71,7% rzutów wolnych oraz rozdawał 4,24 asysty, a w tej ostatniej statystyce najlepszy miał sezon 2022/2023 (6,32).
W kwietniu 2024 Ta’Lon Cooper zagrał w trzech spotkaniach w drużynie Portsmouth Invitational Tournament (10,3 punktu i 2,3 asysty). W lipcu 2024 rozegrał dwa mecze dla Orlando Magic (łącznie 23 minuty) w lidze letniej NBA w Las Vegas. Statystycznie w pierwszym meczu miał sześć punktów (2/2 za trzy) i asystę, w drugim oddał dwa niecelne rzuty. 11 sierpnia 2024 zawodową karierę miał rozpocząć w klubie w MHP Riesen Ludwigsburg, który w poprzednim sezonie zajął ósme miejsce w Niemieckiej BBL i awansował do ćwierćfinału Ligi Mistrzów. Trener niemieckiego klubu John Patrick na oficjalnej stronie klubu scharakteryzował nowego koszykarza:  
Ta’Lon Cooper to wysoki rozgrywający, który charakteryzuje się umiejętnością podawania i dobrym rzutem z dystansu. Ma dobry, wszechstronny zestaw umiejętności. Moim zdaniem był najważniejszym zawodnikiem jednej z najlepszych drużyn uniwersyteckich w zeszłym roku i bardzo dobrze dba o piłkę.

Ostatecznie 27 sierpnia niemiecki klub poinformował:
Kontrakt z Ta'Lonem Cooperem nie będzie ważny, w związku z czym Amerykanin nie będzie częścią żółto-czarnej kadry. Obie strony zgodziły się nie ujawniać przyczyn niezawarcia kontraktu.
30 sierpnia 2024, reprezentowany przez agencję Jungreis Brian, podpisał roczny kontrakt o wartości nieprzekraczającej 60 tys. dolarów zostając nowym zawodnikiem PGE Spójni Stargard. Dyrektor sportowy PGE Spójni Stargard Wiktor Grudziński tak scharakteryzował nowego koszykarza dla portalu koszykarskiego:

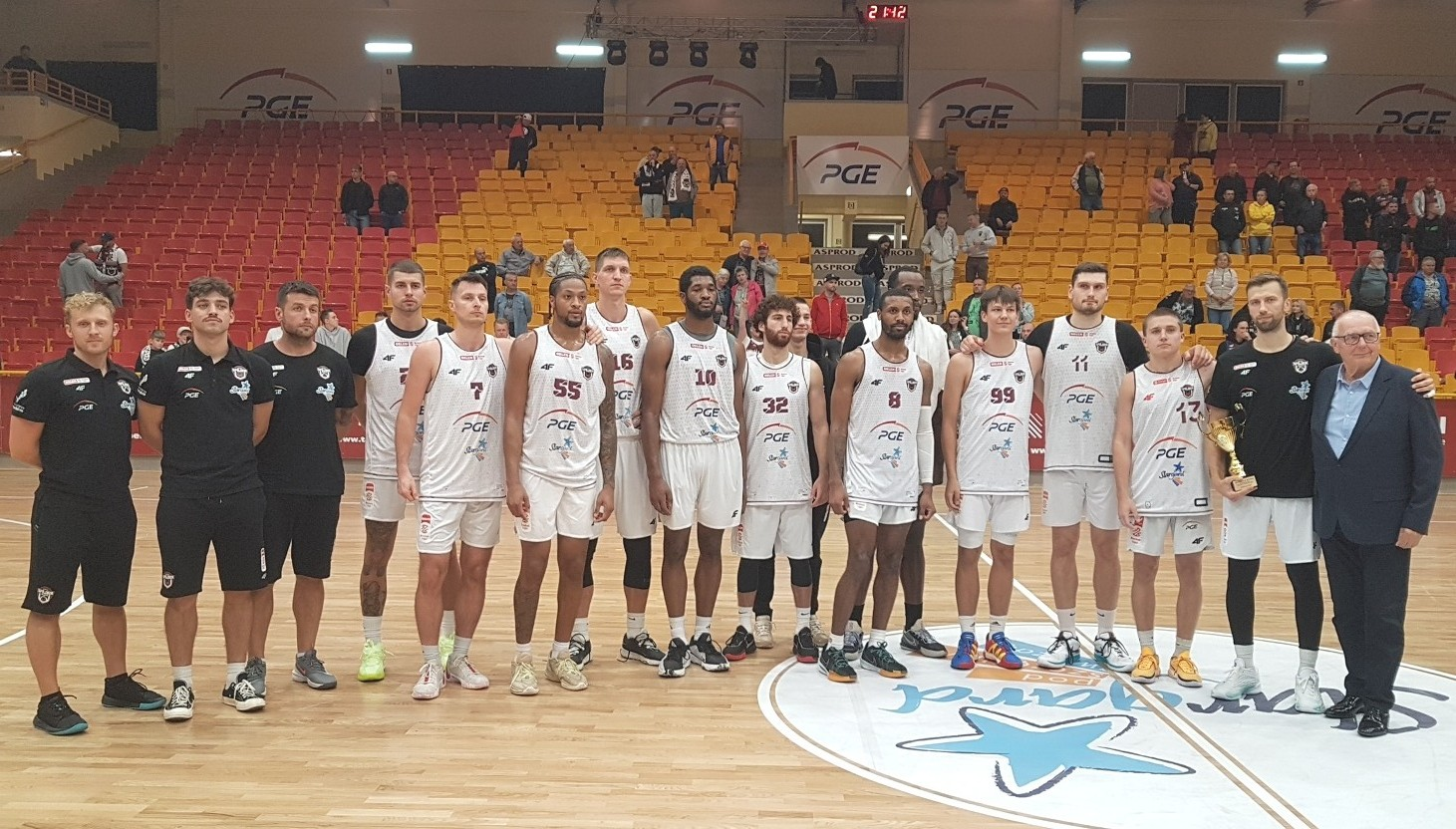
Ta’Lon Cooper (nr 55) w PGE Spójni

Cooper to zawodnik atletyczny, który został nam zarekomendowany jako bardzo dobry obrońca. Profilowo pasuje trenerowi Urlepowi. Ma dobry przegląd pola, dobrze czyta grę. To jest tego typu gracz, któremu kreowanie pozycji i rozdawanie asyst sprawia ogromną frajdę. Potrafi jednak też celnie przymierzyć z dystansu i zdobywać punkty na różne sposoby. Ma cechy przywódcze. W naszym założeniu ma być jednym z naszych liderów.
2 września 2024 po przejściu testów medycznych Ta’Lon Cooper dołączył do treningów stargardzkiego zespołu, gdzie drużyna rozpoczęła treningi i trenuje pod kierunkiem trenera Andreja Urlepa. W ramach przygotowania do sezonu 2024/2025 rozegrał kilka meczów, w tym grając 11 września z Kotwicą Kołobrzeg i 12 września 2024 z Kingami Szczecin podczas XII Memoriału Romana Wysockiego, gdzie stargardzka drużyna zajęła drugie miejsce.